# Guerra Chiquita
La Guerra Chiquita (1879-1880) va ser el segon dels tres conflictes de les guerres cubanes d'independència contra Espanya. Va ser la continuació de la Guerra dels Deu Anys (1868-1878) i va precedir la Guerra Necessària (1895-1898). Va finalitzar amb el triomf d'Espanya.
Va començar el 26 d'agost del 1879, i després d'alguns successos menors, la guerra va acabar a finals del 1880. El 24 d'agost del 1879 es va sentir el crit: «Independència o mort!» als camps dels voltants de Rioja, proper a l'oriental ciutat d'Holguín i posteriorment es va estendre cap a la regió de Gibara.

## Causes de la Guerra Chiquita
La Guerra dels Deu Anys (1868-1878) havia acabat com un fracàs. El Conveni de Zanjón va frustrar gairebé qualsevol idea independentista. El descontentament, insatisfacció i incompliment de promeses van portar alguns cubans autonomistes que lluitaven per reformes i n'obtenien algunes, els partidaris de la independència no romanien ociosos. L'any següent d'haver-se constituït el Partit Liberal, tenia efecte el primer i més important brot revolucionari, conegut amb el nom de Guerra Chiquita. El van seguir altres dirigits també, com l'anterior, per veterans de la guerra del 68: el de Bonachea, el 1855, i el de Limbano Sánchez, el 1887.

## La Guerra Chiquita
La Guerra Chiquita va ser preparada pel general Calixto García Iñiguez, que havia recobrat la seva llibertat tres anys després de signat el Conveni de Zanjón. García es va preparar per desembarcar a Cuba i va aconseguir que s'alcessin prèviament valuosos elements de les zones d'Holguín, Santiago de Cuba, Remedios, Sagua la Grande i Sancti Spíritus. El moviment va fracassar, però, per les disposicions enèrgiques que va prendre Camilo García de Polavieja, general en cap espanyol d'Orient, i sobretot, per la manca d'entusiasme amb què el va acollir el poble cubà, encara no refet de la terrible contesa dels Deu Anys.
Els sollevats d'Holguín van accedir a les suggestions del líder autonomista Herminio C. Leyva i es van presentar. Gregorio Benítez, que havia passat de Jamaica a Bayamo, va perdre la vida i Antonio Maceo, Guillermo Moncada i Quintín Bandera, que s'havien rebel·lat a la zona de Santiago de Cuba, es van veure forçats a capitular. El coronel Pío Rosado i l'italià Natalio Argenta, fets presoners, van ser afusellats. Calixto García —que havia desembarcat amb els dos anteriors i setze homes més, a l'Aserradero—, després d'una penosa marxa a través de la Sierra Maestra, i allunyant-se afamat, desesperat i exhaust, va acceptar la promesa de la vida i de la llibertat a Espanya que li va fer el llavors governador de l'Illa, general Ramón Blanco, i es va rendir.
Els rebels de Las Villas van resistir més temps, però finalment van capitular. Carrillo, que acabdillava un dels grups, va permetre als seus homes presentar-se i es va embarcar en una goleta americana, rumb als Estats Units. Emilio Nuñez, que operava a Sagua la Grande, va ser l'últim a deposar les armes, prèvia autorització de la Junta Revolucionària que funcionava a Nova York.

## Els últims de la Chiquita
Cinc anys després d'acabada la Guerra Chiquita, partia de Jamaica en una goleta el darrer rebel del 68, Ramón Leocadio Bonachea, que tenia el propòsit de provocar una insurrecció a Cuba. Capturat en aigües jurisdiccionals de Manzanillo, Bonachea va ser reclòs al Castell del Morro, de Santiago de Cuba, i afusellat més tard, amb quatre companys. Idèntica sort va córrer Limbano Sanchez, que havia desembarcat a Baracoa, el 1887, i que sembla va ser executat sumàriament al mateix lloc on se'l va capturar.